# Gregorio Luperón

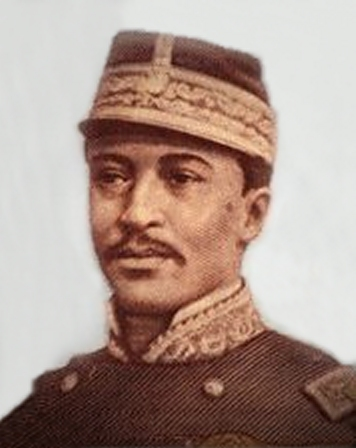
Gregorio Luperón

Gregorio Luperón (Puerto Plata, 8 september 1839 - Puerto Plata, 2 mei 1897) was een Dominicaans militair en leider van de Restauracion de la Independencia de Republica Dominicana (Herstel van de onafhankelijkheid) na de Spaanse annexatie in 1863. Hij was de zoon van een zwarte Engelse immigrant, Nicolasa Luperón en Pedro Castellano. In plaats van Spaans leerde hij Engels bijna als zijn moedertaal. Hij was een man met een sterk gevoel van patriottisme en bedreven in het gebruik van wapens en oorlogsstrategieën.
Luperón sloot zich op tweeëntwintigjarige leeftijd aan bij een groep Dominicanen die in opstand kwamen tegen de annexatie van Spanje door Pedro Santana. Hij werd gevangengenomen, maar wist te ontsnappen en ging in ballingschap naar Haïti, de Verenigde Staten en Curaçao.
Hij keerde heimelijk terug en nam deel aan de Sabaneta-opstand van 1863. Na een eerste nederlaag trok hij zich terug in de bergen van La Vega en ging over tot guerrillastrijd. Hoewel het Spaanse leger krachtig en gedisciplineerd was, werd het door de rebellen verslagen. Voor deze verdiensten werd hij bevorderd tot Jefe de Operaciones in de provincie Santo Domingo.
Het Spaanse leger werd verslagen en Luperón aanvaardde de functie van vicepresident van de regering. Hij herstelde de Republiek en ging terug naar zijn geboortestad Puerto Plata.
- Biblioteca Nacional de España: XX1188802
- Bibliothèque nationale de France: cb12653244d (data)
- Gemeinsame Normdatei: 1056580445
- International Standard Name Identifier: 0000 0000 5930 0770
- Library of Congress Control Number: n82006774
- Nederlandse Thesaurus van Auteursnamen: 070693919
- SNAC: w66m5vj9
- Système universitaire de documentation: 186363966
- Virtual International Authority File: 33332804
- WorldCat: E39PBJtrTQpHxcJyx7FmBDQrMP